# Albert Dyrlund
Albert Dyrlund Jensen, kendt som Albert Dyrlund, (født 10. oktober 1998, Helsingør, Nordsjælland, Danmark; død 28. juli 2021, Val Gardena, Italien) var en dansk sanger, sangskriver, musiker, filmskuespiller, tegnefilmsdubber/stemmeskuespiller, skuespiller og YouTuber indenfor vlogs, musik, sketches og komik. I 2014 var Albert Dyrlund og 10 andre YouTubere med til at starte aktiviteterne for det nordiske YouTube-reklamefirma Splay op i Danmark.
I 2018 producerede Regner Grasten Film en autofiktiv film, Team Albert, med Dyrlund i hovedrollen. Fra filmens premiere d. 4. oktober 2018 og tre uger frem solgte den 53.190 billetter, på trods af filmproducer Regner Grastens ambition om at sælge ligeså mange billetter som publikumssuccesen Anja og Victor fra 1999, der solgte 300.000 biletter de første tre uger. Derudover har Albert Dyrlund lagt stemme til animationsfilm, heriblandt Emoji Filmen fra 2017.
Den 28. juli 2021 omkom Dyrlund i en nedstyrtningsulykke fra en 200 meter høj klippeskrænt i Italien i forbindelse med en videooptagelse.

## Opvækst
Albert Dyrlund gik på lilleskolen i Helsingør og gik til spejder i Helsingør. Han gik på Stubbekøbing Efterskole i Stubbekøbing. og han gik på Helsingør Gymnasium i Helsingør.

## YouTube
Albert Dyrlund begyndte på YouTube med sin ven Anton Cornelius i 2012 med kanalen Novopleco drengene. Kanalen skiftede kort efter navn til Novopleco. Kanalen har i august 2021 over 172.000 abonnenter. I 2014 blev Novopleco også en del af Splay. Den 5. juni 2016 startede Dyrlund med at lave egne videoer, primært vlogs og sketcher, på sin egen kanal, Albert Dyrlund. Kanalen har i august 2021 over 175.000 abonnenter.
I 2019 lavede han en engelsksproget kanal, Albert Soap, primært indeholdende sketcher og vlogs. Kanalen har i august 2021 over 126.000 abonnenter.
I Januar 2020 blev han fremhævet af den verdensberømte, engelske YouTuber KSI, der reagerede på hans video, hvor han spiller KSI's sang foran amerikanske Logan Pauls hus. Dyrlunds video fik 1,8 millioner visninger, og KSI's video fik 5,5 millioner visninger.

## Mediestunt
I 2019 udgav Albert Dyrlund sangen "Vafler" sammen med Sidney Lee og Jesu Brødre. I musikvideoen opførte Dyrlund sig psykotisk og havde ændret udseende. Det efterfulgte også i en række opslag på sociale medier. Ifølge flere medier var flere af Dyrlunds seere og disses mødre blevet bange for Albert Dyrlunds optræden, og folk spekulerede i, om Dyrlund var på stoffer eller blevet sindssyg. Han endte med delvist at trække videoen tilbage i juni 2019.
Mere end ét år efter, i november 2020, forklarer Dyrlund i en video, at han gjorde det, fordi det gik op for ham, hvor unge hans seere var. Han sagde, at han bare ønskede, at folk, der var ældre, så hans videoer, så han kunne gå ud og spille på klubber og på Roskilde Festival. Dyrlund valgte at spille sindssyg, for at maksimere omtalen. Det gjorde han så i Vafler og i Instagram-opslag hvor han bl.a. kyssede med Fie Laursen, og hvor han samlede en hundelort op med hånden. Ifølge Albert Dyrlund selv virkede det, da folk troede, at han var blevet sindssyg, og "det står jeg ved" sagde han i en video på YouTube.
Albert Dyrlund gik aldrig tilbage til sit gamle indhold på sin danske kanal, men valgte efter mediestuntet at oprette sin engelske kanal, Albert Soap. Han nåede imidlertid at udgive 3 sange, Marabou, Drik Ud og SOMMER på den danske kanal efter mediestuntet. Albert Dyrlund omkom lidt over en måned efter at have udgivet sin seneste sang, SOMMER.

## Død
Onsdag d. 28. juli 2021 var Albert Dyrlund på vandretur med nogle venner - en dansker og to amerikanere - på ruten Forcella Pana, cirka 50 kilometer øst for Bolzano i det nordlige Italien.
Ifølge Dyrlunds amerikanske ven og YouTuber Tucker Doss indtraf ulykken, da gruppen en eftermiddag ville se landskabet væk fra de turistede områder. Gruppen spredte sig for at optage videoer hver for sig, og Doss befandt sig omtrent 60 meter fra Dyrlund. Dyrlund sad på et blødt græsstykke tæt på skrænten og optog sig selv med et kamera monteret på et stativ. Pludselig glider Dyrlund ukontrolleret og kalder på Doss, der vender sig om og ser ham falde ud over skrænten. Doss var i chok over ulykken og ringede umiddelbart efter ulykken til redningsberedskabet, der - ifølge Doss - dukkede op efter 10 minutter med en redningshelikopter.
Dyrlund faldt 200 meter ned af bjerget og omkom på stedet. Grundet tæt tåge havde redningshelikopteren svært ved at lokalisere Dyrlund, men da han endelig blev fundet, blev han erklæret død på stedet af en læge og bjergredder.
Hans lig blev fløjet til et nærliggende hospital.
Dyrlunds pludselige død blev en omtalt historie i de danske medier, og adskillige kendte danskere kondolerede i kølvandet på nyhederne om dødsfaldet, heriblandt Johnni Gade, Julia Sofia, Anders Hemmingsen, Faustix og filmproducent Regner Grasten.
Internationalt blev Dyrlunds død også omtalt. Den 5. august 2021 uploadede den verdensberømte, engelske YouTuber KSI en video på sin kanal, hvor han kondolerede dødsfaldet og delte gamle videoer af Dyrlund med sine seere.
Albert Dyrlund blev begravet ved Egebæksvang Kirke i Egebæksvang Sogn i Espergærde 17. august 2021.

## Filmografi
- Angry Birds Filmen (2016) - Burt og andre biroller, (Bunkegris, Forvirret fugl, Svinitar, Tillidsgris, Tjenerfugl), (Danske stemme)
- LEGO Batman Filmen (2017) - Robin/Dick Grayson, (Danske stemme)[28]
- Emoji Filmen (2017) - Travis, (Danske stemme)
- Escaping the Dead (2017) - Zombie[29][30][31][32]
- Team Albert (2018) - Albert
- Baseboys sæson 1 (2018) - YouTuber
- Danmarks Største Youtuber (2018) - YouTuber
- Aftenshowet (2018) - Sig selv
- Albert mod stjernerne (2023) – Dansk portrætdokumentar - DR (59 min.)[33]

### Tv-serier
| År        | Title                     | Rolle/Job         | Note(r) |
| --------- | ------------------------- | ----------------- | ------- |
| 2018      | BaseBoys                  | YouTuber, Sæson 1 |         |
| 2018      | Danmarks Største Youtuber | YouTuber          |         |
| 2018      | Aftenshowet               | Ham selv          |         |
| 2019-2021 | GG Horsens                | Wallhack          |         |

### Web, video, film & kortfilm
| År   | Title              | Rolle/Job              | Note(r)            |
| ---- | ------------------ | ---------------------- | ------------------ |
| 2016 | Angry Birds Filmen | Burt og andre biroller | Film, dansk stemme |
| 2017 | Escaping the Dead  | Zombie                 | Film               |
| 2017 | LEGO Batman Filmen | Robin/Dick Grayson,    | Film, dansk stemme |
| 2017 | Emoji Filmen       | Travis/Travis jr.      | Film, dansk stemme |
| 2018 | Team Albert        | Albert                 | Film               |

## Musik
Dyrlund udgav sin første single, Bamboo, under eget navn i oktober 2014. Han udgav sin anden single, Hellerup-dreng, under eget navn i november 2016. Hellerup-dreng var på hitlisten i 4 uger og peakede på en 15. plads. Sangen har 2,4 millioner aflytninger på Spotify og 2,9 millioner visninger på YouTube. Han udgav flere sange til hans film, bl.a. Venner For Livet.[kilde mangler]

## Diskografi

### Singler
| Titel                                                | År   | Højeste placering |
| Titel                                                | År   | DEN               |
| ---------------------------------------------------- | ---- | ----------------- |
| "Bamboo"                                             | 2014 | –                 |
| "Hellerup-dreng"                                     | 2016 | 15                |
| "Emoji"                                              | 2017 | 6                 |
| "Ulla"                                               | 2017 | 34                |
| "Smuk Uden Filter"                                   | 2017 | –                 |
| "Tøffelhelt"                                         | 2018 | –                 |
| "ICE" (ft.Niklas) og Albert Dyrlund                  | 2018 | –                 |
| "Venner For Livet"                                   | 2018 | –                 |
| "Venner For Livet - Duet version" (ft.Laura Kjær)    | 2018 | –                 |
| "Albert Dans"                                        | 2018 | 13                |
| "Autotune"                                           | 2018 | –                 |
| "Alle Kender Mit Navn"                               | 2018 | –                 |
| "Vafler" (ft.Sidney Lee, Jesu Brødre, Albert Dyrlund | 2019 | 4                 |
| "Drik Ud"                                            | 2019 | –                 |
| "Marabou" (ft.Bubber, ADHD) og Albert Dyrlund        | 2019 | –                 |
| "S O M M E R"                                        | 2021 | 1                 |